# 神戸市立和田岬小学校
神戸市立和田岬小学校（こうべしりつ わだみさきしょうがっこう）は、兵庫県神戸市兵庫区にある公立小学校。 

## 沿革
統合前
- 1916年 - 遠矢尋常小学校の開校。（1915年に浜山尋常小学校の分教場として開設）
- 1941年4月1日 - 国民学校令の施行により、遠矢国民学校と改称
- 1945年 - 神戸大空襲の影響により浜山国民学校での間借り生活開始
- 1947年
  - 不明 - 遠矢国民学校が復旧。浜山国民学校での間借り生活が終了し、同年春に復旧した遠矢国民学校へ復帰。
  - 9月30日 - 閉校。（遠矢小学校と川中小学校を併合）

統合後
- 1947年10月1日 - 神戸市立和田岬小学校創立

## 校歌
「和田岬小学校 校歌」を参照。

## 教育目標
- 本気・絆・夢

## 校区
- 神戸市兵庫区[2]
  - 今出在家町1 - 4丁目、笠松通5 - 10丁目、上庄通1 - 3丁目、小松通2 - 6丁目、遠矢町1 - 2丁目、遠矢浜町、浜山通1 - 6丁目、御崎本町1 - 4丁目、三石通1 - 3丁目、吉田町1丁目・2丁目（2番2・3号（東部）・8号・15～23号）、和田崎町1 - 3丁目、和田宮通2 - 8丁目

## 校区内の主な施設
- 神戸市立吉田中学校（進学先中学校）
- 兵庫県立兵庫工業高等学校
- 和田神社

## 交通
- 山陽本線支線（和田岬線）・神戸市営地下鉄海岸線 和田岬駅より南西100 m

## 通学区域が隣接している学校
- 神戸市立明親小学校
- 神戸市立浜山小学校
- 神戸市立真野小学校 （海を挟んで隣接。）